# Geba
Le geba (ou geba karen) est une langue tibéto-birmane parlée dans l'est de la Birmanie.

## Répartition géographique
Le geba est parlé en Birmanie dans l'État Karen, où sont implantés 140 villages geba, et dans la région de Mandalay, où se trouvent 10 villages.

## Classification interne
Le geba fait partie du groupe des langues karen, qui sont un des groupes constituant les langues tibéto-birmanes. 

## Phonologie
Les tableaux montrent l'inventaire des phonèmes consonantiques et vocaliques. 

### Voyelles
|            | Antérieure | Centrale | Postérieure |
| ---------- | ---------- | -------- | ----------- |
| Fermée     | [i] [ɪ]    |          | [u]         |
| Mi-fermée  | [e]        | [ə]      | [o]         |
| Mi-ouverte | [ɛ]        |          | [ɔ]         |
| Ouverte    |            | [a]      |             |

### Consonnes
|              |            | Labiales | Interd. | Alvéol. | post-al. | Palat. | Vélaires | Glott. |
| ------------ | ---------- | -------- | ------- | ------- | -------- | ------ | -------- | ------ |
| Occlusives   | Sourdes    | [p]      |         | [t]     |          |        | [k]      | [ʔ]    |
| Occlusives   | Aspirées   | [pʰ]     |         | [tʰ]    |          |        | [kʰ]     |        |
| Occlusives   | Sonores    | [b]      |         | [d]     |          |        | [g]      |        |
| Occlusives   | Injectives | [ɓ]      |         | [ɗ]     |          |        |          |        |
| Fricatives   | Sourdes    |          | [θ]     | [s]     |          | [ ʃ ]  |          | [h]    |
| Fricatives   | Aspirées   |          |         | [sʰ]    |          |        |          |        |
| Affriquées   | Aspirées   |          |         |         | [ t͡ʃʰ]   |        |          |        |
| Affriquées   | Sourdes    |          |         |         | [ d͡ʒ]    |        |          |        |
| Nasales      | Sonores    | [m]      |         | [n]     |          |        |          |        |
| Nasales      | Dévoisées  | [m̥]      |         | [n̥]     |          |        |          |        |
| liquides     | Sonores    |          |         | [l]     |          |        |          |        |
| liquides     | Dévoisées  |          |         | [l̥]     |          |        |          |        |
| Roulées      | Roulées    |          |         | [r]     |          |        |          |        |
| Semi-voyelle | Sonores    | [w]      |         |         |          | [ j]   |          |        |
| Semi-voyelle | Dévoisées  | [w̥]      |         |         |          |        |          |        |

### Tons
Le geba est une langue tonale qui possède six tons. Les tons simples sont haut, moyen, bas. Chaque ton a un équivalent glottalisé,. 
| Ton           | Exemple | Traduction | Exemple   | Traduction |
| ------------- | ------- | ---------- | --------- | ---------- |
| haut          | sʰɛ́     | vendre     | tʰí       | eau        |
| moyen         | rō      | choisir    | w̥èʔlə̄mɔ̀   | siffler    |
| bas           | hì      | maison     | mìjɔ́      | chat       |
| haut glottal  | hóʔ     | bambou     | làkʰóʔm̥úʔ | poussière  |
| moyen glottal | -       |            | -         |            |
| bas glottal   | θòʔ     | pou        | θwìʔ      | sang       |